# Pleurobema clava
Pleurobema clava är en musselart som först beskrevs av Jean-Baptiste Lamarck 1819.  Pleurobema clava ingår i släktet Pleurobema och familjen målarmusslor. IUCN kategoriserar arten globalt som akut hotad. Inga underarter finns listade i Catalogue of Life.